# حسيك حرجي
حسيك حرجي (الاسم العلمي:Arrhenatherum sylvaticum) هو نوع نباتي يتبع جنس الحسيك من فصيلة النجيلية.